# Pojava
Pojava ili fenomen (grč. φαινόμενo, mn. φαινόμενα) je događaj koji se može promatrati, odnosno doslovno, nešto što je moguće vidjeti. Riječ fenomen dolazi od imenice φαινόμενον (phainomenon, pojava, eng. appeareance), a povezana je također i s glagolom φαινειν (phainein, prikazati, eng. to show). Protuznačnica je iathomenon, u doslovnom značenju „nečega što leži ispod površine”.
Općenito, neovisno o izvornome značenju u filozofiji, fenomen predstavlja sve što se može zamijetiti. Neke je stvari lako zamijetiti, dok je za zamjećivanje drugih potrebno izvesti znanstveni pokus koji omogućuje to zamjećivanje.
U znanosti pojave su neobrađeni podatci koji kasnije služe za uobličavanje teorija.